# Numfoor
Numfoor (indonesiska Pulau Numfor, även Numfoor och Noemfoor) är en ö bland Schoutenöarna som tillhör Indonesien i västra Stilla havet.
Öns högsta punkt är 197 meter över havet. Ön sträcker sig 23,4 kilometer i nord-sydlig riktning, och 21,6 kilometer i öst-västlig riktning.

## Geografi
Numfoor-ön är en del av provinsi (provins) Papua längst österut i Indonesien och ligger cirka 2 800 km nordöst om Djakarta och cirka 50 km väster om huvudön Biak. Dess geografiska koordinater är 0°56′ S och 134°52′ Ö.
Ön är av vulkaniskt ursprung och har en area om cirka 335 km². Den högsta höjden är på cirka 204 m ö.h. Befolkningen uppgår till cirka 9 500 invånare fördelad på två distrikt, Västra Numfoor och Östra Numfoor. Huvudorterna är Yenburwo på öns östra del och Kameri på öns västra del. Numfoor täcks till stor del av regnskog.
Förvaltningsmässigt ingår Numfoor i "kabupaten" (distrikt) Biak-Numfor.
Ön har en liten flygplats som också heter Numfoor (flygplatskod "FOO") för lokal trafik.

## Historia
Numfoor beboddes troligen av melanesier redan cirka 1500 f Kr. Numfoor och de närliggande öarna upptäcktes av nederländske kapten Willem Corneliszoon Schouten och Jacob Le Maire 1616.
Under andra världskriget ockuperades området 1942 av Japan och återtogs av USA 1944 och under den amerikanska närvaron byggdes en cirka 50 km lång kustväg. Därefter återgick ön till nederländsk överhöghet fram till Indonesiens självständighet.